# زهوشان
زهوشان (بالصينية: 舟山市) وهي مدينة تقع جمهورية الصين الشعبية في أقصى شمال شرق محافظة جيجيانغ وهذه المدينة مقسمة بين أرض الصين الأصلية وبين مجموعة جزر في بحر الصين الشرقي ويبلغ عدد سكان المدينة 1,140,000 نسمة وتبلغ مساحتها 22,257.7 كلم مربع.

## المناخ
يظهر الجدول التالي التغييرات المناخية على مدار السنة لزهوشان:
| البيانات المناخية لـزهوشان                  | البيانات المناخية لـزهوشان | البيانات المناخية لـزهوشان | البيانات المناخية لـزهوشان | البيانات المناخية لـزهوشان | البيانات المناخية لـزهوشان | البيانات المناخية لـزهوشان | البيانات المناخية لـزهوشان | البيانات المناخية لـزهوشان | البيانات المناخية لـزهوشان | البيانات المناخية لـزهوشان | البيانات المناخية لـزهوشان | البيانات المناخية لـزهوشان | البيانات المناخية لـزهوشان |
| الشهر                                       | يناير                      | فبراير                     | مارس                       | أبريل                      | مايو                       | يونيو                      | يوليو                      | أغسطس                      | سبتمبر                     | أكتوبر                     | نوفمبر                     | ديسمبر                     | المعدل السنوي              |
| ------------------------------------------- | -------------------------- | -------------------------- | -------------------------- | -------------------------- | -------------------------- | -------------------------- | -------------------------- | -------------------------- | -------------------------- | -------------------------- | -------------------------- | -------------------------- | -------------------------- |
| الدرجة القصوى °م (°ف)                       | 22.7 (72.9)                | 26.6 (79.9)                | 30.4 (86.7)                | 32.1 (89.8)                | 32.9 (91.2)                | 35.7 (96.3)                | 40.2 (104.4)               | 42.3 (108.1)               | 38.6 (101.5)               | 32.6 (90.7)                | 28.7 (83.7)                | 27.5 (81.5)                | 42.3 (108.1)               |
| متوسط درجة الحرارة الكبرى °م (°ف)           | 9.4 (48.9)                 | 9.9 (49.8)                 | 13.0 (55.4)                | 18.5 (65.3)                | 22.9 (73.2)                | 26.4 (79.5)                | 30.6 (87.1)                | 30.7 (87.3)                | 27.3 (81.1)                | 23.0 (73.4)                | 18.0 (64.4)                | 12.6 (54.7)                | 20.2 (68.3)                |
| المتوسط اليومي °م (°ف)                      | 5.8 (42.4)                 | 6.2 (43.2)                 | 9.3 (48.7)                 | 14.3 (57.7)                | 18.9 (66.0)                | 22.9 (73.2)                | 26.9 (80.4)                | 27.1 (80.8)                | 23.8 (74.8)                | 19.4 (66.9)                | 14.1 (57.4)                | 8.5 (47.3)                 | 16.4 (61.5)                |
| متوسط درجة الحرارة الصغرى °م (°ف)           | 3.2 (37.8)                 | 3.5 (38.3)                 | 6.4 (43.5)                 | 11.0 (51.8)                | 15.8 (60.4)                | 20.3 (68.5)                | 24.3 (75.7)                | 24.6 (76.3)                | 21.2 (70.2)                | 16.5 (61.7)                | 11.1 (52.0)                | 5.5 (41.9)                 | 13.6 (56.5)                |
| أدنى درجة حرارة °م (°ف)                     | −6.1 (21.0)                | −4.9 (23.2)                | −3.0 (26.6)                | 0.8 (33.4)                 | 7.2 (45.0)                 | 12.8 (55.0)                | 17.9 (64.2)                | 18.8 (65.8)                | 12.6 (54.7)                | 5.7 (42.3)                 | 0.6 (33.1)                 | −4.4 (24.1)                | −6.1 (21.0)                |
| الهطول مم (إنش)                             | 67.6 (2.66)                | 73.9 (2.91)                | 127.5 (5.02)               | 114.6 (4.51)               | 139.3 (5.48)               | 186.1 (7.33)               | 121.3 (4.78)               | 197.2 (7.76)               | 186.8 (7.35)               | 100.7 (3.96)               | 74.2 (2.92)                | 53.3 (2.10)                | 1٬442٫5 (56.78)            |
| متوسط أيام هطول الأمطار (≥ 0.1 mm)          | 12.1                       | 12.1                       | 17.0                       | 15.0                       | 14.8                       | 16.2                       | 11.2                       | 14.2                       | 12.9                       | 10.6                       | 9.0                        | 8.4                        | 153.5                      |
| متوسط الرطوبة النسبية (%)                   | 74                         | 75                         | 79                         | 80                         | 82                         | 88                         | 86                         | 84                         | 81                         | 77                         | 74                         | 72                         | 79                         |
| ساعات سطوع الشمس الشهرية                    | 121.6                      | 115.2                      | 124.2                      | 155.4                      | 170.1                      | 147.8                      | 239.6                      | 225.7                      | 175.0                      | 165.3                      | 147.4                      | 150.4                      | 1٬937٫7                    |
| نسبة وصول أشعة الشمس                        | 38                         | 37                         | 34                         | 40                         | 40                         | 35                         | 56                         | 55                         | 47                         | 47                         | 46                         | 48                         | 44                         |
| المصدر: China Meteorological Administration |                            |                            |                            |                            |                            |                            |                            |                            |                            |                            |                            |                            |                            |

## توأمة
لزهوشان اتفاقيات توأمة مع:
- كيسين-نوما